# Boussay (Loire-Atlantique)
Pour les articles homonymes, voir Boussay.
Boussay est une commune de l'Ouest de la France, située dans le département de la Loire-Atlantique, en région Pays de la Loire.
La commune fait partie du pays traditionnel de Bretagne et du Pays historique nantais.

## Géographie

### Situation

Situation de la commune de Boussay dans le département de la Loire-Atlantique

Boussay est situé dans la vallée de la Sèvre Nantaise, à 31 km à l'ouest de Cholet et 45 km au sud-est de Nantes.
Le territoire de la commune occupe une indentation de la Loire-Atlantique entre la Vendée et le Maine-et-Loire. Les communes limitrophes de Boussay sont :
- Gétigné en Loire-Atlantique ;
- Cugand et La Bruffière en Vendée ;
- Sèvremoine en Maine-et-Loire.

| Gétigné             |         | Montfaucon-Montigné              |
| Cugand Vendée       | Boussay |                                  |
| La Bruffière Vendée |         | Torfou Sèvremoine Maine-et-Loire |

### Topographie
Son territoire est de 2 645 hectares et est placé sur un plateau granitique d'une altitude de 80 mètres de moyenne.

### Hydrographie
La Sèvre Nantaise, affluent de la Loire traverse la commune.

### Climat
Pour des articles plus généraux, voir Climat des Pays de la Loire et Climat de la Loire-Atlantique.
En 2010, le climat de la commune est de type climat océanique franc, selon une étude du CNRS s'appuyant sur une série de données couvrant la période 1971-2000. En 2020, Météo-France publie une typologie des climats de la France métropolitaine dans laquelle la commune est exposée à un climat océanique et est dans la région climatique  Bretagne orientale et méridionale, Pays nantais, Vendée, caractérisée par une faible pluviométrie en été et une bonne insolation.
Pour la période 1971-2000, la température annuelle moyenne est de 11,8 °C, avec une amplitude thermique annuelle de 13,9 °C. Le cumul annuel moyen de précipitations est de 812 mm, avec 12,4 jours de précipitations en janvier et 6,4 jours en juillet. Pour la période 1991-2020, la température moyenne annuelle observée sur la station météorologique de Météo-France la plus proche, « Haie-Fouassière », sur la commune de La Haie-Fouassière à 20 km à vol d'oiseau, est de 12,8 °C et le cumul annuel moyen de précipitations est de 858,5 mm,. Pour l'avenir, les paramètres climatiques de la commune estimés pour 2050 selon différents scénarios d'émission de gaz à effet de serre sont consultables sur un site dédié publié par Météo-France en novembre 2022.

### Transports
La commune dispose d'une gare SNCF, la gare de Boussay - La Bruffière. Cette dernière est desservie par des trains circulant entre Nantes via Clisson vers Cholet.

## Urbanisme

### Typologie
Au 1er janvier 2024, Boussay est catégorisée bourg rural, selon la nouvelle grille communale de densité à sept niveaux définie par l'Insee en 2022.
Elle appartient à l'unité urbaine de Boussay, une unité urbaine monocommunale constituant une ville isolée,. La commune est en outre hors attraction des villes,.

### Occupation des sols
L'occupation des sols de la commune, telle qu'elle ressort de la base de données européenne d’occupation biophysique des sols Corine Land Cover (CLC), est marquée par l'importance des territoires agricoles (90,8 % en 2018), en diminution par rapport à 1990 (93,6 %). La répartition détaillée en 2018 est la suivante : 
terres arables (41 %), zones agricoles hétérogènes (35,4 %), prairies (14,3 %), zones urbanisées (5,3 %), zones industrielles ou commerciales et réseaux de communication (2,3 %), forêts (1,7 %). L'évolution de l’occupation des sols de la commune et de ses infrastructures peut être observée sur les différentes représentations cartographiques du territoire : la carte de Cassini (XVIIIe siècle), la carte d'état-major (1820-1866) et les cartes ou photos aériennes de l'IGN pour la période actuelle (1950 à aujourd'hui).

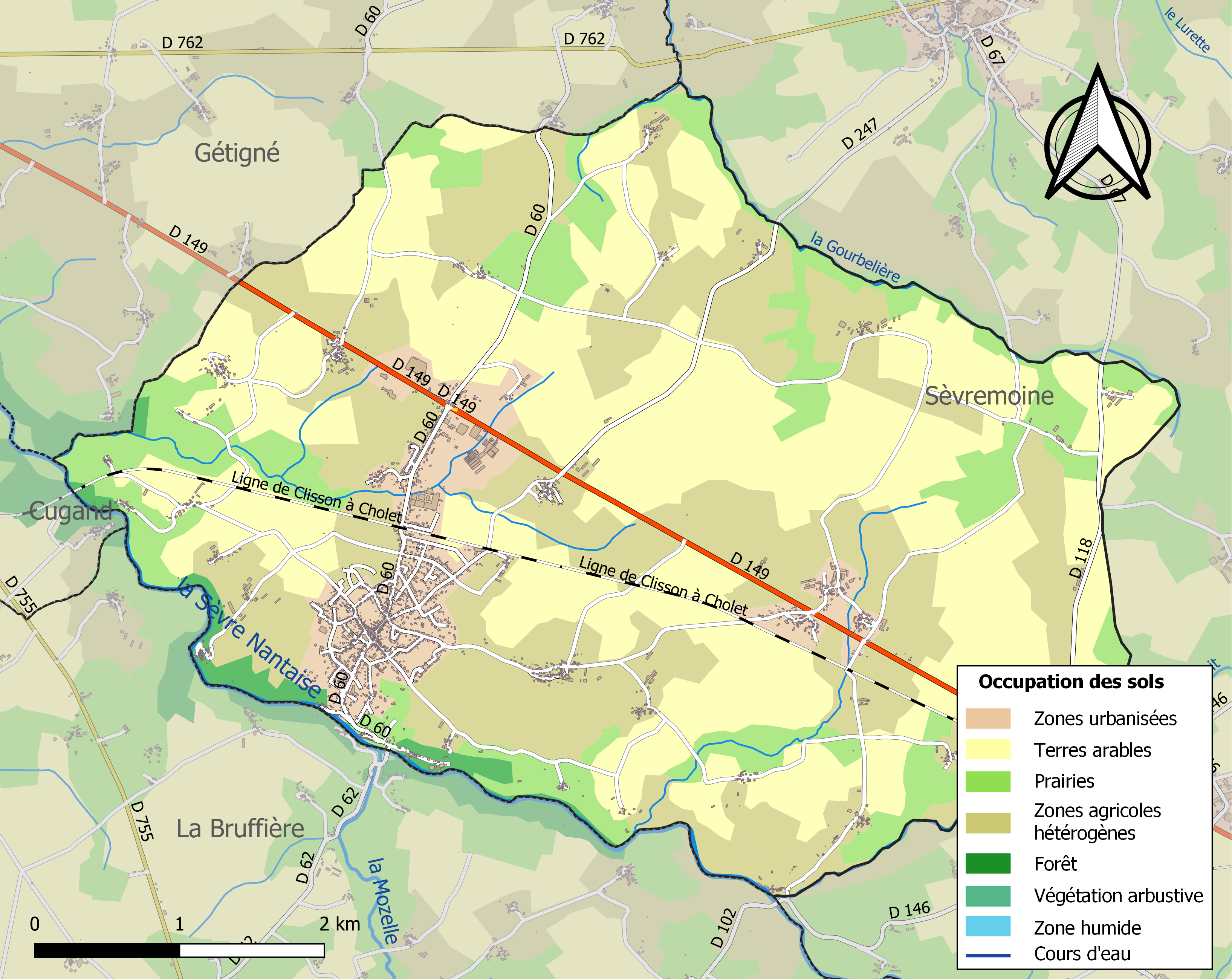
Carte des infrastructures et de l'occupation des sols de la commune en 2018 (CLC).

## Toponymie
Le nom de la localité est attesté est sous les formes Buxus, Buxiacus en 990 et Boczanyum, Bocsay en 1453.
Boussay vient du gaulois latinisé *Buxaria, Buxiacus en 990 (la « boissiére »), (« couvert de bois ») ou Buxum (« buis »).
Boussay est située au sud de la limite entre les parlers gallo et poitevin. Elle possède un nom en gallo : Boussai (écriture ABCD, prononcé [bu.saj] ou [bu.sɛ]) ou
Bóczaè (écriture ELG, prononcé [bu.sə]).
En poitevin la commune s'écrit Boussàe.
La forme bretonne proposée par l'Office public de la langue bretonne est Beuzid-Klison.

## Histoire
À la Révolution, cette paroisse est touchée par les guerres de Vendée. En effet, cette commune est attaquée le 22 août 1793 par le général Kléber qui y installe son quartier général. 

## Politique et administration
| Période                                  | Période        | Identité                      | Étiquette | Qualité                                                            |
| ---------------------------------------- | -------------- | ----------------------------- | --------- | ------------------------------------------------------------------ |
| Les données manquantes sont à compléter. |                |                               |           |                                                                    |
| 1837                                     | novembre 1841  | Jean Martin                   |           |                                                                    |
| novembre 1841                            | octobre 1849   | Louis Chaillou                |           |                                                                    |
| octobre 1849                             | juillet 1861   | Jean Duret                    |           |                                                                    |
| juillet 1861                             | septembre 1865 | François Angevin              |           |                                                                    |
| septembre 1865                           | mai 1871       | Pierre Chauveau               |           |                                                                    |
| mai 1871                                 | octobre 1876   | Jean Sourisseau               |           |                                                                    |
| octobre 1876                             | janvier 1881   | François Grégoire             |           |                                                                    |
| janvier 1881                             | mai 1884       | Victor Gaboriaud              |           |                                                                    |
| mai 1884                                 | mai 1901       | Charles Pellerin de la Vergne | Droite    | Conseiller général de Clisson (1885 → 1892)                        |
| mai 1901                                 | juillet 1901   | Louis Chaillou                |           |                                                                    |
| juillet 1901                             | mai 1904       | Émile Dixneuf                 |           | Marchand de grains                                                 |
| mai 1904                                 | mai 1908       | Louis Chaillou                |           |                                                                    |
| mai 1908                                 | décembre 1919  | Lucien Chéneau                |           | Industriel en chaussure                                            |
| décembre 1919                            | mai 1929       | Jean Duret                    |           |                                                                    |
| mai 1929                                 | mai 1953       | Auguste Chéneau (1898-1979)   |           | Industriel en chaussure Fils de Lucien Chéneau                     |
| mai 1953                                 | mars 1971      | Yves Chéneau (1922-2000)      | DVD       | Suppléant du sénateur Michel Chauty                                |
| mars 1971                                | octobre 1979   | Hugues Aubry                  | RPR       | Pharmacien Démissionnaire pour raisons professionnelles            |
| novembre 1979                            | mai 2008       | Daniel Labouère               | DVD       | Ingénieur, ancien premier adjoint                                  |
| mai 2008                                 | mai 2020       | Gérard Esnault                | DVG       | Retraité GRDF                                                      |
| mai 2020                                 | En cours       | Véronique Neau-Redois         | DVG       | Agent de contrôle MSA Vice-présidente Clisson Sèvre et Maine Agglo |

## Population et société

### Démographie
Selon le classement établi par l'Insee, Boussay est une commune multi polarisée. Elle est une ville isolée qui fait partie de la zone d'emploi de Nantes et du bassin de vie de Clisson. Toujours selon l'Insee, en 2010, la répartition de la population sur le territoire de la commune était considérée comme « peu dense » : 95 % des habitants résidaient dans des zones « peu denses » et 5 % dans des zones « très peu denses ».

#### Évolution démographique
L'évolution du nombre d'habitants est connue à travers les recensements de la population effectués dans la commune depuis 1793. Pour les communes de moins de 10 000 habitants, une enquête de recensement portant sur toute la population est réalisée tous les cinq ans, les populations de référence des années intermédiaires étant quant à elles estimées par interpolation ou extrapolation. Pour la commune, le premier recensement exhaustif entrant dans le cadre du nouveau dispositif a été réalisé en 2005.

En 2022, la commune comptait 2 814 habitants, en évolution de +6,91 % par rapport à 2016 (Loire-Atlantique : +6,68 %, France hors Mayotte : +2,11 %).
| 1793  | 1800 | 1806  | 1821  | 1831  | 1836  | 1841  | 1846  | 1851  |
| ----- | ---- | ----- | ----- | ----- | ----- | ----- | ----- | ----- |
| 4 000 | 793  | 1 688 | 1 651 | 1 799 | 1 806 | 1 846 | 1 942 | 2 050 |

| 1856  | 1861  | 1866  | 1872  | 1876  | 1881  | 1886  | 1891  | 1896  |
| ----- | ----- | ----- | ----- | ----- | ----- | ----- | ----- | ----- |
| 2 124 | 2 137 | 2 203 | 2 047 | 2 096 | 2 079 | 2 094 | 2 062 | 1 939 |

| 1901  | 1906  | 1911  | 1921  | 1926  | 1931  | 1936  | 1946  | 1954  |
| ----- | ----- | ----- | ----- | ----- | ----- | ----- | ----- | ----- |
| 1 811 | 1 730 | 1 750 | 1 628 | 1 637 | 1 608 | 1 591 | 1 647 | 1 806 |

| 1962  | 1968  | 1975  | 1982  | 1990  | 1999  | 2005  | 2006  | 2010  |
| ----- | ----- | ----- | ----- | ----- | ----- | ----- | ----- | ----- |
| 2 061 | 2 106 | 2 040 | 2 161 | 2 316 | 2 361 | 2 538 | 2 548 | 2 684 |

| 2015  | 2020  | 2022  | - | - | - | - | - | - |
| ----- | ----- | ----- | - | - | - | - | - | - |
| 2 629 | 2 722 | 2 814 | - | - | - | - | - | - |

#### Pyramide des âges
La population de la commune est relativement jeune.
En 2018, le taux de personnes d'un âge inférieur à 30 ans s'élève à 32,3 %, soit en dessous de la moyenne départementale (37,3 %). À l'inverse, le taux de personnes d'âge supérieur à 60 ans est de 25,7 % la même année, alors qu'il est de 23,8 % au niveau départemental.
En 2018, la commune comptait 1 322 hommes pour 1 321 femmes, soit un taux de 50,02 % d'hommes, légèrement supérieur au taux départemental (48,58 %).
Les pyramides des âges de la commune et du département s'établissent comme suit.
| Hommes | Classe d’âge | Femmes |
| ------ | ------------ | ------ |
| 0,6    | 90 ou +      | 2,8    |
| 5,4    | 75-89 ans    | 10,5   |
| 16,8   | 60-74 ans    | 15,4   |
| 23,3   | 45-59 ans    | 22,6   |
| 19,6   | 30-44 ans    | 18,4   |
| 14,8   | 15-29 ans    | 13,9   |
| 19,5   | 0-14 ans     | 16,4   |

| Hommes | Classe d’âge | Femmes |
| ------ | ------------ | ------ |
| 0,6    | 90 ou +      | 1,8    |
| 6      | 75-89 ans    | 8,6    |
| 15,1   | 60-74 ans    | 16,4   |
| 19,4   | 45-59 ans    | 18,8   |
| 20,1   | 30-44 ans    | 19,3   |
| 19,2   | 15-29 ans    | 17,4   |
| 19,5   | 0-14 ans     | 17,6   |

## Économie
On trouve à Boussay une activité principalement artisanale et agricole.
La commune dispose de quatre parcs d'activités : la Méchinaudière, le Fromenteau, la Sensive, le Bordage.

## Vie locale

### Santé
La commune de Boussay dispose d'une pharmacie, de 3 médecins et 1 orthodontiste.

### Écologie et recyclage
Clisson Sèvre et Maine Agglo gère la collecte de la commune.
La commune a conduit un Atlas de la Biodiversité Communal (ABC) entre 2021 et 2023.

### Sports
(juillet 2017).
Si vous disposez d'ouvrages ou d'articles de référence ou si vous connaissez des sites web de qualité traitant du thème abordé ici, merci de compléter l'article en donnant les références utiles à sa vérifiabilité et en les liant à la section « Notes et références ».
Les associations sportives de Boussay proposent les disciplines suivantes : 
Tennis de table, Gym, Basket ball, Cyclotourisme, Danse, Football, Badminton, Zumba, Body balance, Free fight, Judo.

### Loisirs
La commune se prête aux balades et randonnées à pied ou à VTT, et également aux promenades en canoé sur la Sèvre Nantaise.

### Enseignement
Boussay est rattachée à l'académie de Nantes. La commune compte deux écoles primaires :
- école privée le Sacré-Cœur ;
- école publique le Petit-Prince.

### Cultes
La paroisse catholique Sainte-Marie du Val-de-Sèvre regroupe les communautés de Boussay, Clisson, Gétigné, Gorges, Saint-Hilaire-de-Clisson, Monnières et Saint-Lumine-de-Clisson.

## Patrimoine et culture locale

### Lieux et monuments
- L'église Sainte-Radegonde-Saint-Sébastien, datant de 1872.

On y trouve des peintures murales de Gabriel Loire,
- Le château de la Vergne

### Emblèmes

#### Héraldique
| Blason | Blasonnement : Écartelé d'azur et d'or : au premier, à un ostensoir d'or ; au deuxième, à une fleur de lys d'azur ; au troisième, à une navette aussi d'azur ; au quatrième, à une gerbe de blé d'or ; au chef d'hermine. Commentaires : Boussay était des marches communes (ce que symbolise l'ostensoir) ; le lys d'azur est des Thouars ; la navette est une navette de tisserand. Le chef d'hermine évoque le blasonnement d'hermine plain de la Bretagne, rappelant l'appartenance passée de la ville au duché de Bretagne. Blason conçu par l'héraldiste Michel Pressensé (délibération municipale en 1975). |

#### Devise
La devise de Boussay : « Labor Et Libertas. » (« travail et liberté »).

### Personnalités liées à la commune
- Pierre Richard de La Vergne (1729-1817), prêtre et homme politique né à Boussay, député du clergé aux États généraux de 1789.
- François-Marie-Benjamin Richard de La Vergne (1819-1908), cardinal et le 13e archevêque de Paris [pourquoi ?].
- Auguste Duret (1846-1920), missionnaire supérieur général de la Société des missions africaines est né à Boussay.
- Noël Fillaudeau (1925-2003), peintre et sculpteur y est né et est mort à Cholet.
- Pierre Bordage (1955), écrivain français de science-fiction[pourquoi ?].